# Българско училище „Св. св. Кирил и Методий“ (Аман)
Българското училище „Св. св. Кирил и Методий“ е училище на българската общност в град Аман, Йордания. Създадено е през 2019 г. Предлага обучение по български език и литература, история и цивилизация, география и икономика и родолюбие. В програмата има застъпено и онлайн обучение по български език и литература. Удостоверенията, които се издават за завършен клас в училището, се признават от Министерството на образованието и науката на България. Обучението се извършва с програми, одобрени от МОН. През учебната 2024/2025 г. в него се обучават 45 деца. Директорка на училището е Мария Черкезова.

## История
Училището е създадено през 2019 г., по инициатива на българския посланик Димитър Михайлов и съпругата му Нора Михайлова. На церемонията по откриването му присъстват българския посланик и над 70 представители на българо-йорданската общност в Аман, както родители и ученици. На входа на училището е поставена плоча с имената на спомоществователите Набил ал-Бакри, Уалид ал-Куда и Фахер Хаддадин, които безвъзмездно даряват средства и труд за основния ремонт на помещенията на училището. В училището са записани 24 деца.
През 2023 г. към училището е създаден училищен вестник „Бяло, зелено, червено“.

## Ученици
Брой на учениците през учебните години:
- 24 – учебна 2019/2020 г.[2]
- 35 – учебна 2022/2023 г.[5]
- 45 – учебна 2024/2025 г.[4]